# Yan Gong
Yan Gong (严恭S, Yán GōngP; Nanchino, 19 gennaio 1914 – Nanchino, 4 luglio 2010) è stato un regista, sceneggiatore e drammaturgo cinese.

## Biografia
Nato come Chen Baorun (陈宝润S, Chén BǎorùnP), iniziò la carriera come attore a Nanchino nel 1933, come membro di una locale compagnia teatrale dell'ambiente rivoluzionario. Nel 1935 entrò all'Accademia nazionale di teatro di Nanchino, dove si specializzò nella scrittura di opere teatrali, principalmente a tematica politica di sinistra. Si trasferì nel 1937 a Shanghai per prendere parte al progetto di teatro sperimentale della Shanghai Amateur Drama Association, scrivendo un dramma anti-imperialista dal titolo Kaiyan zhiqian (开演之前S, Kāiyǎn zhīqiánP, lett. "Prima dell'inizio"). Durante la guerra sino-giapponese si impegnò fortemente in opere di propaganda anti-giapponese.
Nel 1941 fu nominato direttore della New China Drama Club e da questo periodo scrisse e diresse numerose opere teatrali pro-rivoluzionarie, spesso in collaborazione con Wang Gong. Nel 1948 entrò a fare parte della Kunlun Film Company, affiancando Zhao Ming alla regia di Un orfano chiamato San Mao (三毛流浪記T, 三毛流浪记S, Sān Máo liúlàng jìP), sua prima esperienza cinematografica. L'anno successivo entrò sotto contratto con la Changchun Film Studio, dirigendo dieci lungometraggi e due documentari. Fu particolarmente apprezzato per i suoi film rivolti a un pubblico di bambini, come Zuguo de huaduo (祖国的花朵S, Zǔguó de huāduǒP, lett. "Fiori della madrepatria") del 1955, che ricevette in patria un ottimo successo di pubblico e critica.
Nel 1982 venne nominato direttore della Nanjing Film Studio e tra i suoi film di questo periodo si ricorda Yue dao zhongqiu (月到中秋S, Yuè dào zhōngqiūP, lett. "La luna alla festa di metà autunno") del 1983. Nel 1989 fu il regista di Feng xiong hua ji (逢凶化吉S, Féng xiōng huà jíP, lett. "Rendi propizio l'infausto cambiamento"), prodotto dalla Guangxi Film Studio.

## Filmografia parziale
- Un orfano chiamato San Mao (三毛流浪記T, 三毛流浪记S, Sān Máo liúlàng jìP), con Zhao Ming (1949)
- Zuguo de huaduo (祖国的花朵S, Zǔguó de huāduǒP) (1955)
- Yue dao zhongqiu (月到中秋S, Yuè dào zhōngqiūP) (1982)
- Feng xiong hua ji (逢凶化吉S, Féng xiōng huà jíP) (1989)